# Tsing-Ling-Pfeifhase
Der Tsing-Ling-Pfeifhase (Ochotona syrinx) ist eine Säugetierart aus der Familie der Pfeifhasen (Ochotonidae) innerhalb der Hasenartigen (Lagomorpha). Ihr Verbreitungsgebiet befindet sich im Bereich des Qin-Ling-Gebirgszugs, des Hengduan Shan und des Daba Shan in der Volksrepublik China.

## Merkmale
Der Tsing-Ling-Pfeifhase ist ein eher kleiner Pfeifhase mit einer Körperlänge von 13 bis 27 Zentimetern bei einem Gewicht von 60 bis 110 Gramm. Die Hinterfußlänge beträgt 23 bis 32 Millimeter. Im generellen Erscheinungsbild entspricht die Art weitgehend dem Gansu-Pfeifhasen (Ochotona cansus) und dem Moupin-Pfeifhasen (Ochotona thibetana). Die Rückenfärbung ist braun bis rötlich braun, teilweise durchsetzt mit dunkleren Haarspitzen. Die Bauchseite ist ockerfarben, die Kehle und die Brust sind rotbraun. Das Winterfell ist länger und weicher sowie in der Färbung grauer als in den anderen Jahreszeiten. Die Ohren sind mit einer Ohrlänge von 15 bis 26 Millimetern klein und gerundet, sie sind an der Innenseite an der Basis grau und im oberen Bereich bräunlich mit einer schmalen weißen Randung.
Der Schädel ist klein mit einer Länge von 32 bis 37, einer Breite von 16 bis 20 und einer Höhe von 10 bis 13 Millimetern. Das Schneidezahnfenster und das Gaumenfenster gehen ineinander über und bilden ein weiteres gemeinsames Schädelfenster auf der Gaumenseite. Die Paukenblasen sind vergleichsweise klein. Im Vergleich zu dem des Gansu-Pfeifhasen und des Moupin-Pfeifhasen (Ochotona thibetana) ist der Schädel weiter ausladend und die Schädeldecke sehr flach.

## Verbreitung

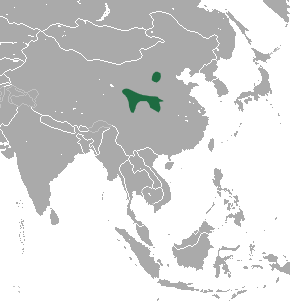
Verbreitungsgebiet des Tsing-Ling-Pfeifhasen in China

Der Tsing-Ling-Pfeifhase lebt in zwei Unterarten im Sichuan-Becken im Bereich des Qin-Ling-Gebirgszugs, des Hengduan Shan und des Daba Shan in der Volksrepublik China. Dabei ist er über Teile der Provinzen Sichuan, dem südlichen Gansu, Shaanxi, dem westlichen Henan und dem westlichen Hubei sowie in Qinghai.

## Lebensweise
Der Lebensraum des Tsing-Ling-Pfeifhasen befindet sich in Gebirgswäldern in Höhenlagen von 1800 bis 3100 Metern. Die Tiere sind tagaktiv und graben ihre Baue in den Boden, wie andere Pfeifhasen ernähren sie sich wahrscheinlich vor allem von grünen Pflanzenteilen. Die Fortpflanzungszeit der Tiere beginnt im Frühjahr und die Jungtiere werden im Mai bis September geboren, von Juni bis Dezember wurden ausgewachsene Jungtiere beobachtet.
Die Art kommt sympatrisch mit dem Gansu-Pfeifhasen in Qinghai und mit dem Moupin-Pfeifhasen in Sichuan vor, wobei die ökologische Trennung der Arten voneinander bislang ungeklärt ist.

## Systematik
Der Tsing-Ling-Pfeifhase wird als eigenständige Art den Pfeifhasen (Gattung Ochotona) und der Untergattung Ochotona zugeordnet. Die wissenschaftliche Erstbeschreibung der Art stammt von Oldfield Thomas aus dem Jahr 1911, der sie bereits als Ochotona syrinx aus der Region Taibai in der Provinz Shaanxi beschrieb. Der Tsing-Ling-Pfeifhase wurde danach lange Zeit als Unterart des Moupin-Pfeifhasen (Ochotona thibetana) betrachtet und später als Ochotona huangensis als eigenständige Art beschrieben. Da kein entsprechendes Typusmaterial aufgefunden werden konnte und die Beschreibung eher der des Daurischen Pfeifhasen (Ochotona dauurica) entsprach, bei dem Ochotona daurica huangensis heute als Unterart eingeordnet wird, wurde Ochotona syrinx später als eigenständige Art etabliert.
2013 wurde er von Andrei Alexandrowitsch Lissowski aufgrund molekularbiologischer Daten der mitochondrialen DNA in dessen Revision der Pfeifhasensystematik sowie in dessen Aufarbeitung im Handbook of the Mammals of the World von 2016 erneut etabliert und provisorisch der Untergattung Ochotona zugeordnet. Eine Untersuchung von 2017 stellte den Tsing-Ling-Pfeifhasen allerdings in eine eigene Gruppe innerhalb der Pfeifhasen und abseits etablierter Untergattungen.
Gemeinsam mit der Nominatform werden zwei Unterarten unterschieden:
- Ochotona syrinx syrinx Thomas, 1911: Nominatform; im größten Teil des Verbreitungsgebietes.
- Ochotona syrinx xunhuaensis Shou Zhongcan & Feng Zuojian, 1984: Nur im Bereich des Kreises Xunhua in Qinghai, China.

## Gefährdung und Schutz
Die Art wird von der International Union for Conservation of Nature and Natural Resources (IUCN) wird aufgrund des regelmäßigen und häufigen Vorkommens in seinem Lebensraum als nicht gefährdet („least concern“) eingeordnet. Es liegen keine Daten zu den Beständen der Art vor, mögliche bestandsgefährdende Risiken sind unbekannt.

## Belege
1. 1 2 3 4 5 6 7 8 9  A.A. Lissovsky: Tsing-ling Pika - Ochotona syrinx. In: Don E. Wilson, T.E. Lacher, Jr., Russell A. Mittermeier (Herausgeber): Handbook of the Mammals of the World: Lagomorphs and Rodents 1. (HMW, Band 6), Lynx Edicions, Barcelona 2016; S. 48. ISBN 978-84-941892-3-4.
2. 1 2  Ochotona mantchurica in der Roten Liste gefährdeter Arten der IUCN 2017-3. Eingestellt von: Andrew T. Smith, A. Lissovsky, 2016. Abgerufen am 8. April 2018.
3. ↑  Andrey A. Lissovsky: Taxonomic revision of pikas Ochotona (Lagomorpha, Mammalia) at the species level. Mammalia 78 (2), 2013; S. 199–216. doi:10.1515/mammalia-2012-0134
4. ↑  Narayan Prasad Koju, Kai Head, Mukesh Kumar Chalis, Chris Ray, Zhongzheng Chen, Bin Zhang, Tao Wan, Shunde Chen, Xuelong Jiang: Multilocus approaches reveal underestimated species diversity and inter-specific gene flow in pikas (Ochotona) from southwestern China. Molecular Phylogenetics and Evolution 107, Februar 2017; S. 239–245. doi:10.1016/j.ympev.2016.11.005.